# Плоцька (станція метро)
52°13′53.9″ пн. ш. 20°58′1.34″ сх. д. / 52.231639° пн. ш. 20.9670389° сх. д.
Плоцька (пол. Płocka) — станція Другої лінії Варшавського метро. Відкрита 4 квітня 2020, у складі черги Рондо Дашинськєґо — Князя Януша.. Розташована неподалік від рогу вулиць Вольська і Плоцька у дільниці Воля.
Колонна двопрогінна станція мілкого закладення (глибина закладення — 15 м), з острівною платформою 11 м завширшки і 120 м завдовжки. Оздоблення однокольорове — сіре.